# Вулиця Коциловського (Львів)
Ву́лиця Коциловського — вулиця у Личаківському районі міста Львова, у місцевості Погулянка. Початок вулиця бере від будинків №№ 124 та 126 по вулиці Левицького та прямує до вулиці Переяславської.
Прилучається вулиця Олександра Олеся.

## Історія
Назва вулиці змінювалася неодноразово, переважно у зв'язку зі змінами політичних режимів:
- До 1871 року — Лясковського (пол. Laskowskiego), на честь польського політика, посла до Галицького сейму 1-ї каденції (1861–1867), члена Галицького станового сейму Феліціяна Лясковськоґо.
- Від 1871 року — Торосевича (пол. Torosiewicza), на честь польського лікаря вірменського походження, доктора медицини, громадського діяча, філантропа Юзефа Торосевича.
- Від 1943 року — Стефаникґассе (нім. Stefanikgasse), на честь українського письменника, поета, громадського діяча, політика, посла Австрійського парламенту від Галичини Василя Стефаника.
- липень 1944 року — Торосевича, повернута стара довоєнна назва вулиці.
- Від 1945 року — Матюшенка, на честь російського громадського і політичного діяча, унтер-офіцера Чорноморського флоту, керівника повстання на панцернику «Князь Потьомкін-Таврійський» Панаса Матюшенка.
- Від 1992 року — Коциловського, на честь українського священика, доктора філософії та доктора теології, професора; єпископа Перемишльської єпархії УГКЦ, блаженного Католицької Церкви єпископа Йосафата Коциловського[4].

## Забудова
Вулиця Йосафата Коциловського забудована переважно двоповерховими садибами 1930-х років у стилі польського конструктивізму, будинками барачного радянського стилю 1950-х років, а також будинками радянського конструктивізму 1960-х років, а також вкраплення з будинків, збудованих у 1970—1990-х років.
№ 15 — п'ятиповерхова кам'яниця, збудована у 1911 році за проєктом архітекторів Генрика Заремби та Юліана Пінкерфельда. Скульптор Тадеуш Блотницький оздобив її п'ятьма алегоричними барельєфами, що являють собою етапи розвитку еволюції людства: «Транспорт» (залізничник, водій, пілот), «Праця і мистецтво», «Давні цивілізації» (Єгипет, Греція, Римська імперія), «Прометей», «Музи». Первинний задум передбачав складний програмний цикл рельєфів роботи скульптора Зигмунта Курчинського, але, на жаль, нереалізований. Проєкт експонувався на львівській архітектурній виставці у 1910 році.
№ 15а — на місці цього будинку за Польщі розташовувалася цегельня «Бєлєвско». Нині за цією адресою розташований стаціонар № 1 львівського міського психоневрологічного диспансеру.
№ 25 — двоповерхова кам'яниця, в якій у міжвоєнний період містилася пекарня Юзефа Шірмера.
№ 30 — комунальний заклад Львівської обласної ради «Львівський обласний клінічний психоневрологічний диспансер».
№ 38 — у цьому будинку за Польщі містилася пекарня Вільгельма Шірмера. Нині цього будинку не існує.